# Tiszapalkonya, Borsod-Abaúj-Zemplén
Tiszapalkonya este un sat în districtul Tiszaújváros, județul Borsod-Abaúj-Zemplén, Ungaria, având o populație de 1.474 de locuitori (2011). 

## Demografie
Componența etnică a satului Tiszapalkonya
     Maghiari (93,65%)
     Romi (5,36%)
     Necunoscut (0,33%)
     Alții (0,66%)
Componența confesională a satului Tiszapalkonya
     Romano-catolici (30,39%)
     Reformați (22,73%)
     Fără religie (12,82%)
     Greco-catolici (1,29%)
     Necunoscută (32,36%)
     Atei (0,41%)
     Alte religii (1,02%)
Conform recensământului din 2011, satul Tiszapalkonya avea 1.474 de locuitori. Din punct de vedere etnic, majoritatea locuitorilor (93,65%) erau maghiari, cu o minoritate de romi (5,36%). Apartenența etnică nu este cunoscută în cazul a 0,33% din locuitori. Nu există o religie majoritară, locuitorii fiind romano-catolici (30,39%), reformați (22,73%), persoane fără religie (12,82%) și greco-catolici (1,29%). Pentru 32,36% din locuitori nu este cunoscută apartenența confesională.